# Эстес, Рон
Рон Эстес (англ. Ron Estes; род. 19 июля 1956, Топика, Канзас) — американский политик, член Палаты представителей США от 4-го избирательного округа Канзаса с 25 апреля 2017 года, представляющий Республиканскую партию.

## Биография
Окончил Технологический университет Теннесси со степенями бакалавра наук и магистра делового администрирования. Работал в сфере консалтинга и управления в аэрокосмической, нефтегазовой, автомобильной и других отраслях промышленности и сферы услуг, включая такие компании как Procter & Gamble, Koch Industries и Bombardier Aerospace.
В 2004 году был избран казначеем округа Седжуик, в 2008 году был переизбран. В 2010 году избран казначеем Канзаса, победив занимавшего эту должность демократа Денниса Маккинни.
В ходе республиканских президентских праймериз в 2016 году поддерживал сенатора от Флориды Марко Рубио. По итогам основных выборов был избран одним выборщиков от Канзаса и отдал свой голос за победившего в штате Дональда Трампа.
23 января 2017 года конгрессмен Майк Помпео, представлявший 4-й избирательный округ Канзаса, был утверждён Сенатом в должности директора Центрального разведывательного управления. 9 февраля Эстес был выдвинут кандидатом от республиканцев на его место и получил поддержку от многих высокопоставленных однопартийцев, включая президента Дональда Трампа, вице-президента Майка Пенса, сенатора Теда Круза, спикера Палаты представителей Пола Райана и губернатора Сэма Браунбэка. 11 апреля Эстес победил на досрочных выборах, набрав 52,5% голосов избирателей против 45,7% у своего соперника-демократа Джеймса Томпсона.